# لی میلر (بازیکن فوتبال)
لی میلر (انگلیسی: Lee Miller؛ زادهٔ ۱۸ مهٔ ۱۹۸۳) بازیکن فوتبال اهل بریتانیا است.
از باشگاه‌هایی که در آن بازی کرده‌است می‌توان به باشگاه فوتبال کیلمارنوک، باشگاه فوتبال میدلزبرو، باشگاه فوتبال داندی یونایتد، باشگاه فوتبال اسکانتورپ یونایتد، باشگاه فوتبال نوتس کانتی، باشگاه فوتبال آبردین، باشگاه فوتبال هارت آف میدلوتیان، باشگاه فوتبال فالکیرک، باشگاه فوتبال کارلایل یونایتد، و باشگاه فوتبال بریستول سیتی اشاره کرد.
وی همچنین در تیم‌های ملی فوتبال Scotland national B football team و اسکاتلند بازی کرده‌است.